# Africa Open 2012
Het Africa Open is een golftoernooi van de Sunshine Tour. In 2012 maakt het voor de derde keer ook deel uit van de Europese PGA Tour. Er doen 75 professionals van de Europese Tour mee, 75 van de Sunshine Tour en enkele genodigden. Het toernooi wordt het gespeeld van 5-8 januari 2012 op de East London Golf Club in Oos-London, Zuid-Afrika. Het prijzengeld is € 1.000.000, net als in 2011.
Het Africa Open is het eerste van 46 toernooien dat meetelt voor de Race To Dubai.
Na het Africa Open is het Joburg Open op de Royal Johannesburg and Kensington Golf Club. Op diezelfde baan wordt een week later een kwalificatietoernooi gespeeld voor het Brits Open van 2012. Wil Besseling, Maarten Lafeber en Tim Sluiter zullen daarin meespelen, terwijl Joost Luiten dan de Volvo Golf Champions op Fancourt speelt.

## Verslag
Ronde 1
Thomas Aiken uit Johannesburg startte als eerste om half zeven en is met -9 aan de leiding gegaan. Zijn medespeler Retief Goosen maakte een ronde van -8. Tim Sluiter, Wil Besseling en Reinier Saxton speelden in de ochtendronde en kwamen allen onder par binnen. 
Maarten Lafeber en Taco Remkes speelden in de middagronde. Lafeber haalde Sluiter in en eindigde als beste Nederlander op -6 en een gedeeld 8ste plaats, Remkes stond na zes holes twee boven de baan maar maakte nog zeven birdies en eindigde, net als Sluiter, met -5 op een gedeeld 16de plaats.
Ronde 2
Alle vijf Nederlandse deelnemers hebben zich voor het weekend geplaatst, een mooi begin van het seizoen. Louis Oosthuizen verbeterde het toernooirecord met zijn score van -11. Hij speelde weer met Tommy Fleetwood, die met een ronde van 66 op een totaal van -11 kwam, hetgeen een gedeeld 6de plaats opleverde.
Ronde 3
Saxton en Lafeber zijn 19 plaatsen gestegen, maar Remkes en vooral Besseling verloren terrein. Sluiter staat als beste Nederlander op een gedeeld 15de plaats.

Danny Willett stond even op -20, gelijk aan de leiders Retief Goosen, Louis Oosthuizen en Tjaart Van der Walt, maar hij eindigde met een bogey. De drie leiders speelden samen in de laatste partij en moesten toen nog twee holes spelen. Oosthuizen en Van der Walt eindigden met een birdie en bleven aan de leiding.
Ronde 4
Reinier Saxton en Tim Sluiter eindigden samen op de 18de plaats, Maarten Lafeber en Taco Remkes delen de 34ste plaats en Lafeber kon de schade van gisteren niet meer herstellen. 
Van der Walt en Goosen stonden na drie holes al drie onder de baan, terwijl Louis Oosthuizen begon met birdie-bogey-eagle-par-bogey voordat hij rustig op de overwinning afstevende. Hij won, net als in 2011, bijna € 160.000.
- Leaderboard

| Naam                | Score R1 | Score R1 | Nr  | Score R2 | Score R2 | Totaal | Nr  | Score R3 | Score R3 | Totaal | Nr 1 | Score R4 | Score R4 | Totaal | Nr  |
| ------------------- | -------- | -------- | --- | -------- | -------- | ------ | --- | -------- | -------- | ------ | ---- | -------- | -------- | ------ | --- |
| Louis Oosthuizen    | 69       | -4       | T36 | 62       | -11      | -15    | 1   | 67       | -6       | -21    | T1   | 67       | -6       | -27    | 1   |
| Tjaart Van der Walt | 69       | -4       | T36 | 64       | -9       | -13    | T2  | 65       | -8       | -21    | T1   | 69       | -4       | -25    | 2   |
| Retief Goosen       | 65       | -8       | T2  | 68       | -5       | -13    | T2  | 66       | -7       | -20    | 3    | 69       | -4       | -24    | 3   |
| Danny Willett       | 67       | -6       | T8  | 68       | -5       | -11    | T11 | 65       | -8       | -19    | 4    | 73       | par      | -19    | 7   |
| Thomas Aiken        | 64       | -9       | 1   | 69       | -4       | -13    | T2  | 72       | -1       | -14    | T9   | 72       | -1       | -15    | T14 |
| Jaco Ahlers         | 65       | -8       | T2  | 68       | -5       | -13    | T2  | 73       | par      | -13    | T13  | 70       | -3       | -16    | T14 |
| Reinier Saxton      | 71       | -2       | T76 | 70       | -3       | -5     | T65 | 69       | -4       | -9     | T50  | 67       | -6       | -15    | T18 |
| Tim Sluiter         | 68       | -5       | T16 | 69       | -4       | -9     | T17 | 69       | -4       | -13    | T13  | 71       | -2       | -15    | T18 |
| Maarten Lafeber     | 67       | -6       | T8  | 73       | par      | -6     | T50 | 68       | -5       | -11    | T31  | 71       | -2       | -13    | T34 |
| Taco Remkes         | 68       | -5       | T16 | 70       | -3       | -8     | T24 | 71       | -2       | -10    | T39  | 70       | -3       | -13    | T34 |
| Wil Besseling       | 69       | -4       | T36 | 70       | -3       | -7     | T34 | 73       | par      | -7     | T63  | 71       | -2       | -9     | T59 |

| Leider |  | Toernooirecord |

## Spelers
| Europese Tour - Phillip Archer - HP Bacher - Matthew Baldwin - Adrien Bernadet - Wil Besseling - Richard Bland - Knut Borsheim - Markus Brier - Guillaume Cambis - Jorge Campillo - Magnus A. Carlsson - Federico Colombo - Daniel Denison - Robert Dinwiddie - Augustin Domingo - David Drysdale - Edouard Dubois - Pelle Edberg - Jamie Elson - Richard Finch - Tommy Fleetwood - Alastair Forsyth - Chris Gane - Jordi Garcia - Daniel Gaunt - Adam Gee - Jean-Baptiste Gonnet - Emiliano Grillo - Julien Guerrier - Peter Gustafsson - Benjamin Hebert - Peter Hedblom - David Howell - Sam Hutsby - Andrew Johnston - Roope Kakko - Lloyd Kennedy | - Maarten Lafeber - Craig Lee - Sam Little - Mikael Lundberg - Andrew Marshall - Damien McGrane - Jamie Moul - George Murray - Matthew Nixon - Thomas Nørret - Steven O'Hara - Adrian Otaegui - John Parry - Andrea Pavan - Scott Pinckney - Phillip Price - Julien Quesne - Taco Remkes - Bernd Ritthammer - Victor Riu - Raymond Russell - Charles-Edouard Russo - Lloyd Saltman - Ricardo Santos - Reinier Saxton - Joel Sjöholm - Tim Sluiter - Matthew Southgate - Scott Strange - Andy Sullivan - Alessandro Tadini - Simon Thornton - Alvaro Velasco - Sam Walker - Danny Willett - Oliver Wilson - Chris Wood | Sunshine Tour - Warren Abery - Jaco Ahlers - Thomas Aiken - Steve Basson - Oliver Bekker - Jacques Blaauw - Desvonde Botes - Michiel Bothma - Paul Bradshaw - Merrick Bremner - Hendrik Buhrmann - Ariel Cañete - Matthew Carvell - Neil Cheetham - JG Claassen - George Coetzee - André Cruse - Josh Cunliffe - Andrew Curlewis - Adilson Da Silva - Michael Du Toit - Bryce Easton - Tyrone Ferreira - Darren Fichardt - Trevor Fisher Jr - Andrew Georgiou - Retief Goosen (2010) - Branden Grace - Vaughn Groenewald - Alex Haindl - Justin Harding - David Hewan - Keith Horne - Jean Hugo - Peter Karmis - James Kingston (2007) - Jbe' Kruger | - Thomas Lovett - Martin Maritz - Doug McGuigan - Alan McLean - PH McIntyre - Titch Moore - Tyrone Mordt - Grant Muller - Garth Mulroy - Colin Nel - Prinavin Nelson - Shaun Norris - Dean O'Riley - Louis Oosthuizen (2011) - Greg Petzer - Brandon Pieters - Albert Pistorius - Jake Roos - Lyle Rowe - Neil Schietekat - JJ Senekal - Theunis Spangenberg - Richard Sterne - Ockie Strydom - Chris Swanepoel - Ryan Tipping - Ulrich Van den Berg - Divan Van den Heever - Graham Van der Merwe - Dawie Van der Walt - Tjaart Van der Walt - Danie Van Tonder - Jaco Van Zyl - Bradford Vaughan - Allan Versveld - Justin Walters - Robert Wederkehr |

Invitatie
| - Thabo Maseko - Ruan De Smidt | - John Petersen (AM) - Daniel Greene | - Reggie Adams - Alphuis Kelapile | - Steven Jeppesen - Benn Barham |